# Yael e Sísera
Jael e Sísera é uma pintura da artista italiana barroca Artemisia Gentileschi, executada em torno de 1620. O tema da tela é tirado do Livro dos Juízes. Retrata o momento em que Sísera, o general derrotado da Cananéia, é assassinado por Yael (Jael).
A pintura está atualmente no Museu de Belas Artes de Budapeste.